# Мойнак (Кегенский район)
Мойнак (каз. Мойнақ) — село в Кегенском районе Алматинской области Казахстана. Входит в состав Жылысайского сельского округа. Код КАТО — 195841200.

## Население
В 1999 году население села составляло 126 человек (60 мужчин и 66 женщин). По данным переписи 2009 года, в селе проживало 114 человек (49 мужчин и 65 женщин).